# Закон контрапозиции
Зако́н контрапози́ции — закон классической логики, утверждающий, что в том случае, если некая посылка A влечёт некое следствие B, то отрицание этого следствия (то есть «не B») влечёт отрицание этой посылки (то есть «не A»). Суть его заключается в простом умозаключении: если из истинности некоторого утверждения следует истинность другого, то в случае ложности второго утверждения первое никак не может быть истинным, поскольку иначе было бы истинным и второе.

## В математической логике
В виде формулы исчисления высказываний закон контрапозиции имеет несколько видов:
- {\displaystyle (A\to B)\leftrightarrow (\neg B\to \neg A)} — полный закон контрапозиции;
- {\displaystyle (A\to B)\to (\neg B\to \neg A)} — прямой закон контрапозиции;[1]
- {\displaystyle (\neg B\to \neg A)\to (A\to B)} — обратный закон контрапозиции.[2]

{\displaystyle A,B} здесь произвольные формулы. Все 3 формулы являются тавтологиями в классической логике высказываний.
Как и всякое общезначимое импликативное утверждение, может служить также и правилом вывода. Повторное применение этого преобразования приводит к правилу вывода под названием modus tollens:
- {\displaystyle (A\to B)\to (\neg B\to \neg A);}
- {\displaystyle A\to B\vDash \neg B\to \neg A;}
- {\displaystyle (A\to B),\neg B\vDash \neg A.}

В интуиционистском исчислении высказываний прямой закон контрапозиции доказуем, а обратный нет. Добавление обратного закона контрапозиции к интуиционистскому исчислению высказываний превращает его в классическое.